# Honda NS-1 75
También conocida como NS-1 80, era una motocicleta de 74 c.c reales con un cilindro de dos tiempos, declaraba 14 cv, a 9.000 revoluciones y una velocidad punta de marcador de 120 km/h con un encendido variable que modificaba la curva del encendido en función de la marcha que había engranada. Refrigerada por agua con un carburador de 20 mm de difusor, arranque por palanca, suspensión delantera de horquilla telehidráulica y monoamortiguador detrás. 
Era una motocicleta muy valorada en su tiempo por los usuarios, en competición con la YAMAHA TZR 80 cc, la tzr ofrecía mas prestaciones en velocidad punta pero la fiabilidad de motor, ligereza y manejabilidad eran los puntos en que la NS1 superaba a la TZR.
La fiabilidad era muy alta en la mayoría de las unidades, bajo consumo y pasaba poco por taller, algo que sin duda ha mantenido su valor, tanto por motor como por su fama en la época de los 90 entre el público juvenil ya que hoy en día su valoración en el mercado de segunda mano es muy alta.
- Datos: Q5901480